# Флетвудс (Кентуккі)
Флетвудс (англ. Flatwoods) — місто (англ. city) в США, в окрузі Ґрінап штату Кентуккі. Населення — 7325 осіб (2020).

## Географія
Флетвудс розташований за координатами 38°31′24″ пн. ш. 82°43′22″ зх. д. / 38.52333° пн. ш. 82.72278° зх. д. (38.523247, -82.722717).  За даними Бюро перепису населення США в 2010 році місто мало площу 8,42 км², з яких 8,41 км² — суходіл та 0,01 км² — водойми.

### Клімат
| Клімат : Флетвудс             | Клімат : Флетвудс | Клімат : Флетвудс | Клімат : Флетвудс | Клімат : Флетвудс | Клімат : Флетвудс | Клімат : Флетвудс | Клімат : Флетвудс | Клімат : Флетвудс | Клімат : Флетвудс | Клімат : Флетвудс | Клімат : Флетвудс | Клімат : Флетвудс | Клімат : Флетвудс |
| Показник                      | Січ.              | Лют.              | Бер.              | Квіт.             | Трав.             | Черв.             | Лип.              | Серп.             | Вер.              | Жовт.             | Лист.             | Груд.             | Рік               |
| Абсолютний максимум, °C       | 27,2              | 26,1              | 33,3              | 35,6              | 36,7              | 38,9              | 41,7              | 41,1              | 39,4              | 34,4              | 30,0              | 26,1              | 41,7              |
| Середній максимум, °C         | 5,6               | 8,9               | 13,9              | 20,0              | 25,0              | 29,4              | 31,1              | 30,0              | 26,7              | 20,6              | 13,9              | 7,8               | 19,2              |
| Середній мінімум, °C          | −6,1              | −4,4              | 1,1               | 5,6               | 10,6              | 15,6              | 17,8              | 17,2              | 13,3              | 6,7               | 1,7               | −2,8              | 6,3               |
| Абсолютний мінімум, °C        | −26,1             | −21,1             | −21,1             | −11,1             | −3,3              | 2,8               | 4,4               | 5,0               | −2,2              | −8,3              | −17,2             | −31,1             | −31,1             |
| Норма опадів, мм              | 69                | 74                | 94                | 94                | 107               | 97                | 122               | 107               | 74                | 71                | 81                | 86                | 1074              |
| ----------------------------- | ----------------- | ----------------- | ----------------- | ----------------- | ----------------- | ----------------- | ----------------- | ----------------- | ----------------- | ----------------- | ----------------- | ----------------- | ----------------- |
| Джерело: The Weather Channel. |                   |                   |                   |                   |                   |                   |                   |                   |                   |                   |                   |                   |                   |

## Демографія
Згідно з переписом 2010 року, у місті мешкали 7423 особи в 3089 домогосподарствах у складі 2083 родин. Густота населення становила 882 особи/км².  Було 3349 помешкань (398/км²).
Расовий склад населення:
| - 97,1 % — білих - 0,8 % — чорних або афроамериканців - 0,5 % — азіатів - 0,2 % — корінних американців |

До двох чи більше рас належало 1,1 %. Частка іспаномовних становила 0,8 % від усіх жителів.
За віковим діапазоном населення розподілялося таким чином: 21,1 % — особи молодші 18 років, 59,6 % — особи у віці 18—64 років, 19,3 % — особи у віці 65 років та старші. Медіана віку мешканця становила 42,5 року. На 100 осіб жіночої статі у місті припадало 86,3 чоловіків;  на 100 жінок у віці від 18 років та старших — 81,9 чоловіків також старших 18 років.
Середній дохід на одне домашнє господарство  становив 54 444 долари США (медіана — 41 845), а середній дохід на одну сім'ю — 62 384 долари (медіана — 51 682). Медіана доходів становила 37 356 доларів для чоловіків та 32 005 доларів для жінок. За межею бідності перебувало 16,4 % осіб, у тому числі 26,3 % дітей у віці до 18 років та 5,0 % осіб у віці 65 років та старших.
Цивільне працевлаштоване населення становило 2807 осіб. Основні галузі зайнятості: освіта, охорона здоров'я та соціальна допомога — 29,3 %, роздрібна торгівля — 17,3 %, транспорт — 8,6 %, мистецтво, розваги та відпочинок — 8,4 %.